# 불타라!! 로보콘
불타라!! 로보콘 (燃えろ!!ロボコン) 은 1999년 1월 31일 ~ 2000년 1월 23일까지, 아사히 TV계열에서 매주 일요일 8:00 ~ 8:30(JST)에 전51편이 방송된 토에이 제작 특촬 TV 드라마. 이게 종영한 이후 가면라이더 쿠우가를 위시한 헤이세이 라이더들이 방영하고 시간대를 옳긴 이후 뒤이어 가면라이더 제로원을 위시한 레이와 라이더가 방영한다.

## 등장인물
- 로보콘(ロボコン)

본 작품의 주인공으로, 1기생의 도움 로봇. 쿠리하라 가문에 거후하고, 1인분의 로봇이 되도록 노력하지만 실패도 많아, 간츠 선생님으로부터 0점이나 마이너스 100점을 받는 것도 자주. 실패했을 때는 양손으로 머리를 누르고 "우라라 ~"라는 것이 버릇. 인간사회에서 다양한 사람들과의 만남과 드라마를 경험하면서 성장해, 후반에는 100점이나 다른 점수를 받는 것이 늘어났다. 바퀴벌레가 싫어서 , 모습을 보면 날뛰고 주변을 파괴해 버린다. 「로보레날린·전개!」의 말과 함께 풀 파워를 발휘한다. 한층 더 진심을 냈을 때의 목소리는 「근성! 근성! 로보 근성!」.
14화에서는 인공위성 '테라'의 전파를 받고 성실한 캐릭터가 되었다.
- 간츠 선생님(ガンツ先生)

로보콘들을 키우고 있는 선생님 로봇. 학생들에게는 항상 엄격한 평가를 내리지만, 노력이나 좋은 행위에 대한 노동의 말도 잊지 않는다. 왠지 학생에게는 볼 수 있는 유령을 그는 인식할 수 없다.
- 로비나(ロビーナ)

본 작품의 히로인으로, 「힘내라!! 로보콘」(이하：구작)의 로빈에 상당한다. 로보콘에게는 동경의 존재의 큐피드 로봇. 「러브 러브 애로우」와 「설렘 하프」로 남녀의 사이를 잡는 것이 사명. 다른 로봇과 달리 외모는 인간과 거의 같습니다. 코지마에 의하면, 우주인이었던 구작의 로빈과 달리, 정 진정한 로봇으로 한 것은, 판타지적인 요소는 「카부탁」 「로보탁」에도 있었으므로, 반대로 이번에는 그것을 하지 않자 라는 의도가 있었다고 말하고 있다.
- 쿠리하라 고타로(栗原豪太郎)

구리하라가의 아빠. 샐러리맨으로 프라모 만들기가 취미. 로보콘을 귀찮게 하고 있지만, 가족처럼 취급하는 일면이 있다. 오후쿠는 고시안을 좋아한다. 코지마에 의하면, 캐스팅에 관해서는 특별 2장째는 아니지만, 극단적으로 3매째가 아닌 쪽이라고 하는 이미지로 와타나베를 선택했다고 한다.
- 쿠리하라 미츠코(栗原光子)

배우 미이
- 쿠리하라 모모코(栗原モモコ)

배우 나라 사오리
- 쿠리하라 오사무(栗原オサム)

배우 미시마 케이스케
- 쿠리하라 쥰(栗原ジュン)

배우 고이케 죠타로

## 캐스트
- 쿠리하라 미츠코(마마):미이(未唯)
- 쿠리하라 모모코:나라 사오리(奈良沙緒理)
- 쿠리하라 오사무:미시마 케이스케(三嶋啓介)
- 쿠리하라 쥰:고이케 죠타로(小池城太朗)
- 로비나:카토 나츠키(加藤夏希)
- 쿠리하라 고타로(파파):와타나베 잇케이(渡辺いっけい)

- 로보콘:이쿠라 카즈에(伊倉一恵)
- 간츠 선생님:노다 케이이치(野田圭一)